# كلية الطب بتونس

شعار كلية الطب بتونس منذ عام 2003

كلية الطب بتونس تأسست في أكتوبر 1964، حيث سجل بها في ذلك العام 54 طالبًا. غيرت كلية الطب بتونس مقرّها في أكتوبر 2002 من نهج زهير السافي بمدينة تونس (مدينة) إلى نهج الجبل الأخضر بنفس المدينة.

## مباني الكلية
تتكون كلية الطب بتونس من مبنى إداري و 6 مدرجات تحتوي كل منها على 200 إلى 300 مقعد، بالإضافة إلى مدرج احتفالي بسعة 500 مقعد . تحتوي الكلية أيضا على 24 قاعة دراسة،12 مختبرا، مكتبة، مكتبة رقمية، قاعة مطالعة، قاعة عرض الأطروحة، وحدة للطب التجريبي وجناح المجهر الإلكتروني.

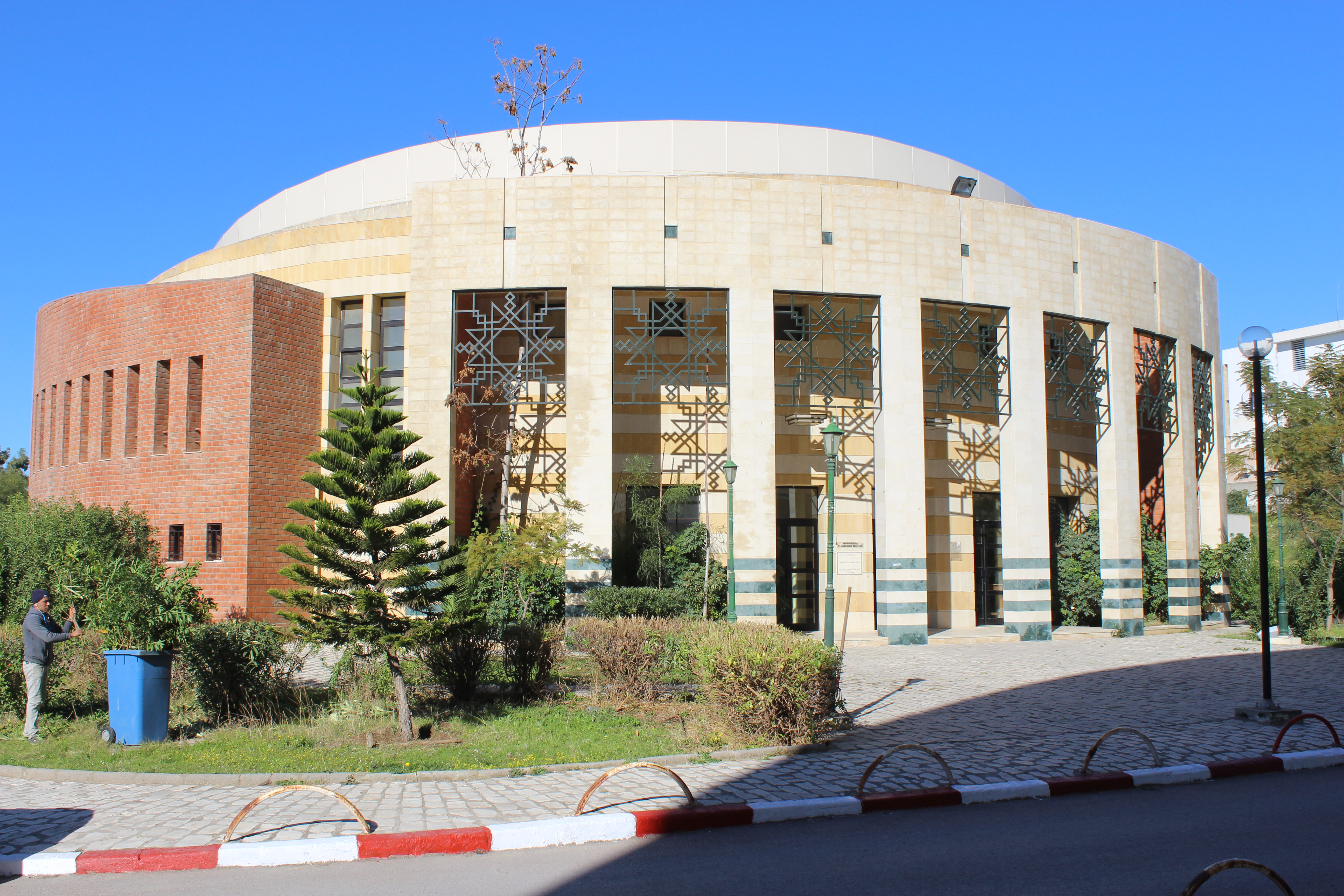
المدرج الإحتفالي

## عمداء كلية الطب بتونس
تعاقب على عمادة كلية الطب بتونس منذ تأسيسها عام 1964 العمداء التالون:
- عمر الشاذلي، بين عامي 1964 و1971.
- المنجي بن حميدة، بين عامي 1971 و1974.
- عمر الشاذلي، بين عامي 1974 و1976.
- زهير السافي، بين عامي 1976 و1977.
- حسونة بن عياد، بين عامي 1977 و1986.
- عبد العزيز غشام، بين عامي 1986 و1994.
- محمد الحبيب الشلبي بالكاهية، بين عامي 1994 و2000.
- رشيد مشماش، بين عامي 2000 و2005.
- عبد الجليل الزاوش، بين عامي 2005 و2011.
- أحمد المحرزي، بين عامي 2011 و2017.
- محمد الجويني، بين عامي 2017 و2024.
- إيهاب اللبان، منذ عام 2024.

## معرض صور

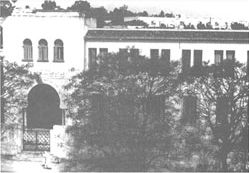
واجهة المقر الأول لكلية الطب بتونس بين عامي 1964 و1965
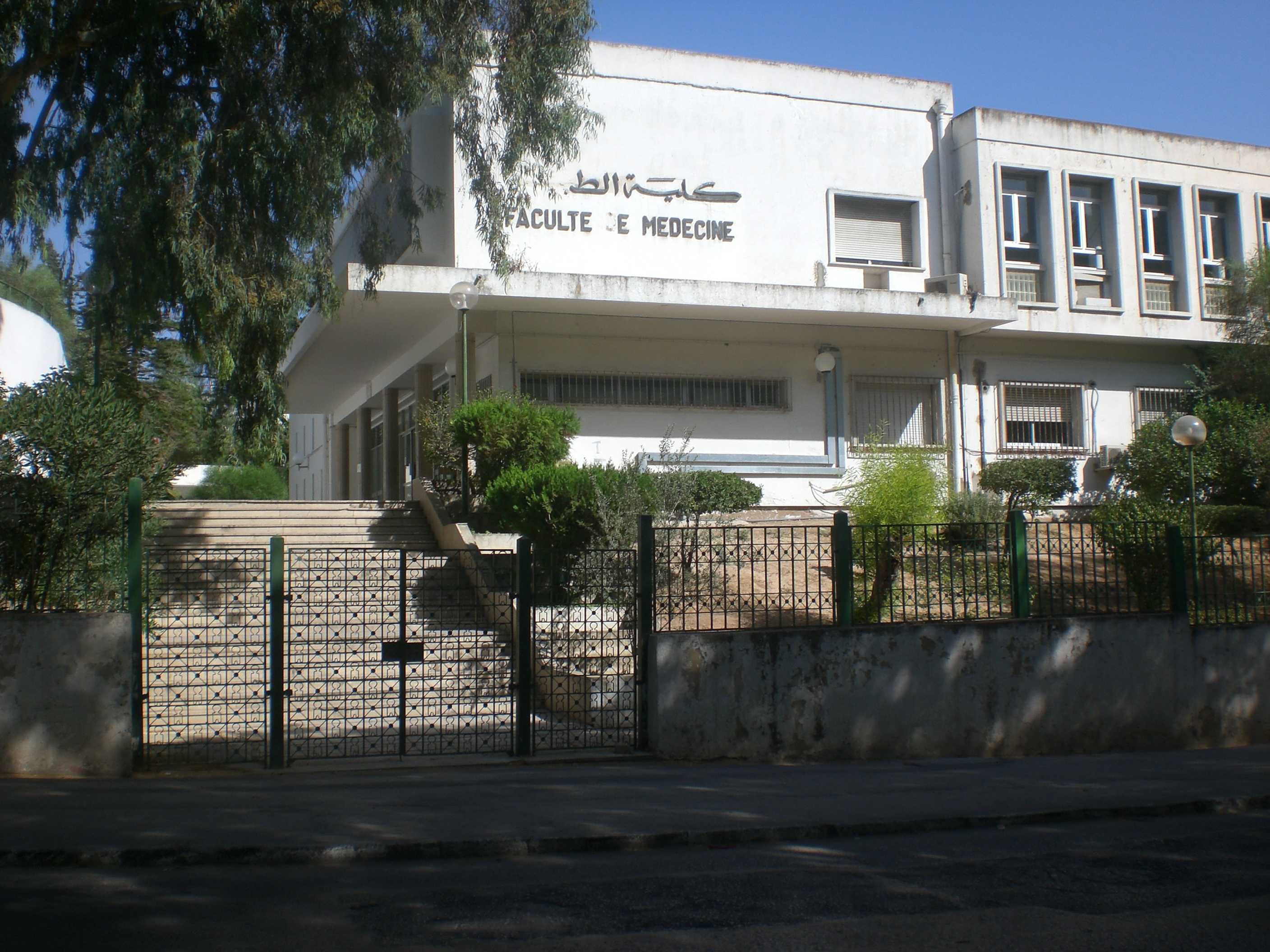
المقر القديم لكلية الطب بتونس
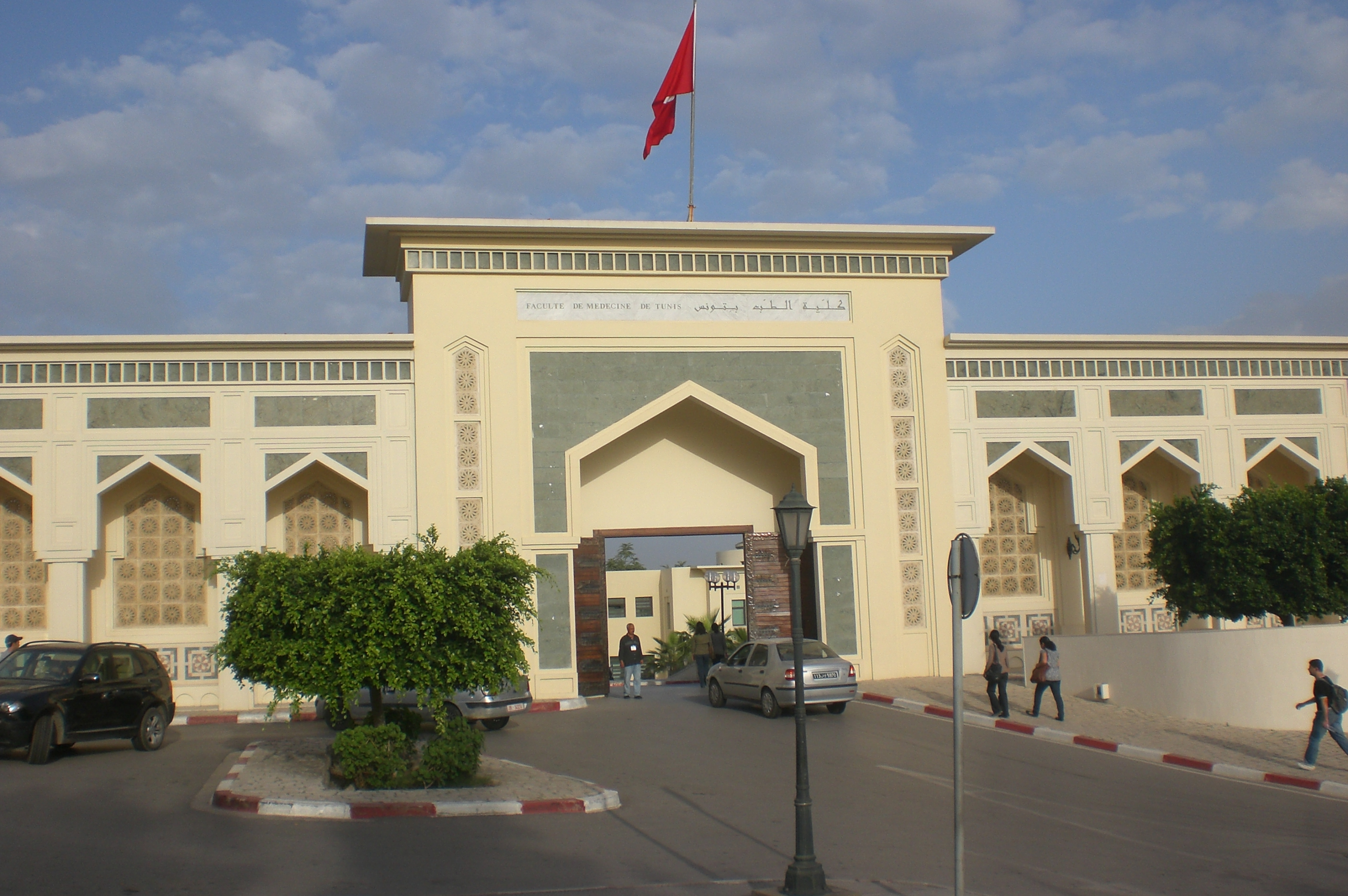
كلية الطب بتونس 2010

### وصلات خارجية
- صورة الساتل (القمر الصناعي) لكلية الطب بتونس.
- الموقع الرسمي لكلية الطب بتونس.